# 폴 듀셋

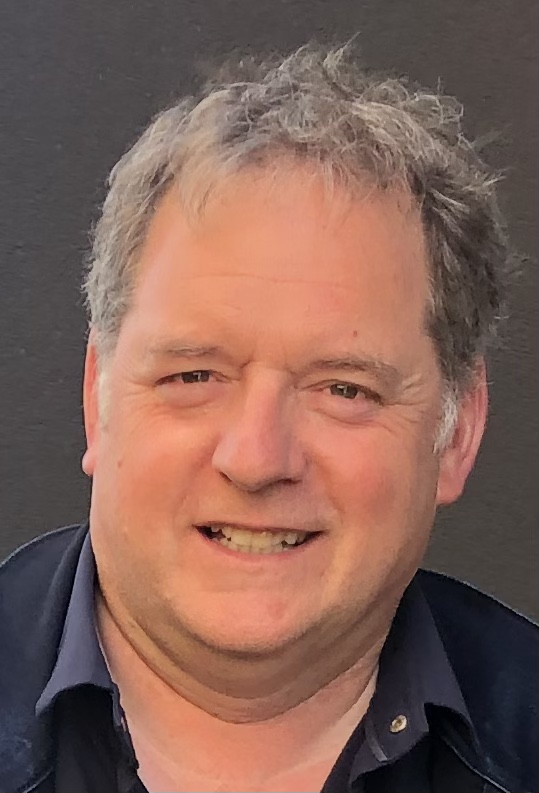

폴 듀셋(Paul Doucet, 1970년 1월 1일 ~ )은 캐나다의 배우, 텔레비전 배우이다.
몬트리올에서 태어났다.

## 영화
- 호첼라가, 랜드 오브 소울즈 (2017년)
- 더 스퀴어링 게임 (2016년)
- 마이 인턴십 인 캐나다 (2015년)
- 얼리 윈터 (2014년)
- 에그자일 (2013년)
- 리듬 앤 비트 (2011년)
- 펑키타운 (2011년)
- 노에미: 르 시크릿 (2009년)
- 테러리스트 넥스트 도어 (2008년)
- 삼형제 (2007년)
- 마리 앙투아네트 (2006년)
- 모리스 리차드 (2005년)
- 당신이 사랑하는 동안에 (2004년)
- 섀터드 시티: 핼러팩스 폭발 (2003년)
- 최후의 바이러스 전쟁 (2001년)